# Ismailia
Ismailia er en by med 284.813 indb. (2005) i Egypten. Den ligger ved saltsøen Timsah, en af Bittersøerne, ved Suezkanalen, midt mellem Port Said i nord og Suez i syd og ca. 120 km fra Kairo. Ismaïlia er hovedstad for guvernomentet Al-Ismaʿiliyya. I hele området omkring byen lever der ca. 750.000 indbyggere. 
Den blev grundlagt i 1863 af den franske ingeniør Ferdinand de Lesseps med bynavnet Timsah, men blev kort tid efter opkaldt efter den egyptiske vicekonge Ismail Pascha. Byen var base for kanalbyggeriet og rummer fortsat Suezkanalens administration. Siden 1976 har byen været hjemsted for Suezkanal-Universitet, der er en af de hurtigst voksende uddannelsesinstitutioner i Egypten.  
Byen har stadig bevarede huse og alléer fra den britiske og franske kanalbyggetid. Mange af bygningerne anvendes i nutiden af Suezkanalens ansatte. 
Ismaïlia er med over en 128 kilometer lang sejlbar ferskvandskanal, den såkaldte Ismaïlia-kanal, forbundet med Kairo. I nærheden af byen ligger El Ferdan-broen, verdens længste drejebro. Det i byen liggende Ismailia Stadion benyttes af fodboldklubben Ismaily SC og til fodboldlandskampe. 
Byen har mange turister fra i Egypten, men er ikke et væsentligt turistmål for internationale turister. Den ligger cirka 90 minutters bilkørsel fra Kairo og der er ca. fire timers kørsel til Sharm el-Sheikh i det sydlige Sinai. 